# متروی دنیپروپتروفسک
متروی دنیپروپتروفسک (اوکراینی: Дніпровський метрополітен) سیستم قطار شهری زیرزمینی در شهر دنیپرو، اوکراین است.
این مترو که در سال ۱۹۹۵ تأسیس شده، دارای ۱ خط، ۶ ایستگاه و ۷٫۱ کیلومتر طول می‌باشد.

## نگارخانه

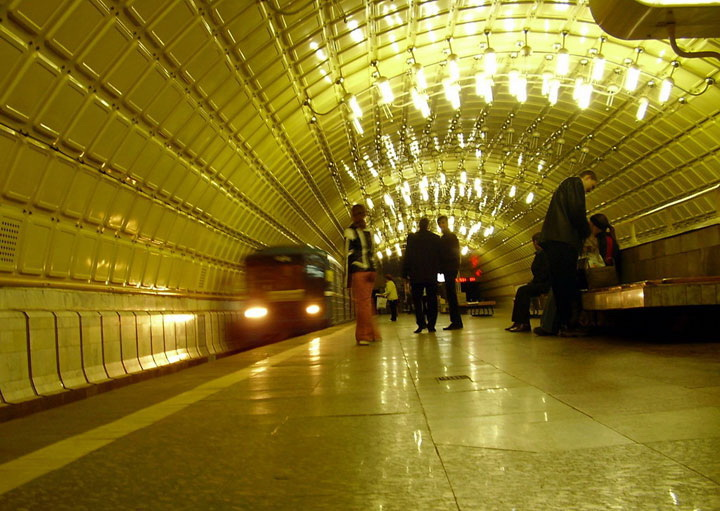
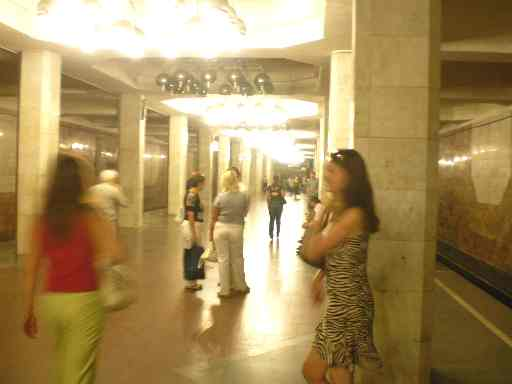